# Slättbränna-Stormyrans naturreservat
Slättbränna-Stormyrans naturreservat är ett naturreservat i Sollefteå kommun i Västernorrlands län.
Området är naturskyddat sedan 2022 och är 759 hektar stort. Reservatet ligger norr om Junsele och består av stora öppna myrområden och flera öppna vattenspeglar i form av flarkgölar. Runt myrarna finns gammal, naturlig barrskog och sumpskog.